# Kemerovói nemzetközi repülőtér
A Kemerovói nemzetközi repülőtér (IATA: KEJ, ICAO: UNEE) (orosz nyelven: Международный Аэропорт Кемерово) nemzetközi repülőtér Oroszországban, amely Kemerovo közelében található. Éves utasforgalma 494 295 fő (2018).

## Futópályák
A repülőtér futópályái:
- 05/23 (3200 m, 60 m, beton)

## Forgalom
Az utasforgalom az elmúlt években az alábbi módon változott:
| Utasok száma | 365 202 | 383 123 | 485 635 | 464 663 | 347 447 | 398 026 | 494 295 | 512 916 | 297 160 | 564 033 |
|              | 2011    | 2012    | 2013    | 2014    | 2015    | 2017    | 2018    | 2019    | 2020    | 2021    |

## Légitársaságok és úticélok
| Légitársaság      | Célállomások                     |
| ----------------- | -------------------------------- |
| Aeroflot          | Moscow–Sheremetyevo              |
| Nordstar Airlines | Krasnoyarsk–International, Sanya |
| Nordwind Airlines | Moscow–Sheremetyevo              |
| Pobeda            | Moscow–Vnukovo                   |
| S7 Airlines       | Moszkva–Domogyedovo, Novosibirsk |
| UVT Aero          | Kazan                            |